# Vicent Marzà i Duch
Vicent Marzà i Duch, conegut pel pseudònim de Vicent Marçà, (Castelló de la Plana, 1954 - 2004) va ser un escriptor valencià. Com a docent, va ser un dels impulsors de l'ensenyament en valencià, i va contribuir als moviments de renovació pedagògica que van tindre lloc al postfranquisme al País Valencià. El seu fill és el conseller d'Educació, Investigació, Cultura i Esports de la Generalitat Valenciana, Vicent Marzà i Ibàñez.

## Biografia
Mestre d'ensenyament primari, Vicent Marzà es va implicar en nombroses activitats culturals relacionades amb la promoció del valencià a Castelló de la Plana. Va debutar com a escriptor el 1995, amb Viatge a l'interior. Durant la dècada següent, va publicar una dotzena d'obres, bona part d'aquestes en el camp de la literatura juvenil, però també en la d'adults.
La seua tasca li va valdre premis com el Carmesina o el Vicent Silvestre, així com el Ciutat de Castelló d'Humanitats.